# Mellier (rivier)
De Mellier is een rivier in de Belgische provincie Luxemburg, die ontspringt in de buurt van Neufchâteau en te Marbehan uitmondt in de Rulles.